# Adam Małysz
Adam Henryk Małysz (født 3. december 1977 i Wisła) er en polsk tidligere skihopper, der har vundet flere VM- og OL-medaljer. Han har efter sin skikarriere i en periode kørt en del rally samt arbejdet organisatorisk med skihop.

## Karriere
Małysz debuterede i FIS-sammenhæng i 1995, og han bed sig i løbet af få år fast i toppen af verdenseliten. Således vandt han firebakketurneringen i 2000-2001 og kort efter vandt han VM-guld på normal bakke og -sølv på stor bakke, lige som han vandt den samlede world cup denne sæson.
Han havde været med ved vinter-OL 1998 i Nagano uden at gøre stort væsen af sig, men ved vinter-OL 2002 i Salt Lake City var han nu en af de store favoritter. Han lå tredjebedst efter kvalifikationsrunden, og i finalerunden lå han forrest med 263,0 point, inden de to sidste deltagere tog deres sidste hop. Her nåede tyske Sven Hannawald op på 267,5 point, mens schweizeren Simon Ammann med 269,0 point blev en lidt overraskende vinder; Hannawald fik sølv og Małysz bronze. Nogle dage senere stod konkurrencen på stor bakke, og her lå Ammann og Hannawald forrest efter første spring, men Hannawalds andet spring fik dårlige stilkarakterer, så Ammann fik sin anden guldmedalje med 281,4 point, og så kunne Małysz knibe sig ind på andenpladsen til sølv med 269,7 point, mens finnen Matti Hautamäki akkurat kom foran Hannwald og fik bronze. Małysz var desuden med til at blive nummer seks i holdkonkurrencen.
I 2001-2002-sæsonen og den følgende sæson blev han igen samlet vinder af world cuppen, og ved VM 2003 blev han dobbelt guldvinder (normal og stor bakke). Derpå havde han et par sæsoner, hvor resultaterne var noget mere beskedne, og blandt andet var hans bedste individuelle placering ved vinter-OL 2006 i Torino en syvendeplads. Det var først i 2006-2007-sæsonen, han igen fandt sin bedste form igen, så han vandt sin fjerde samlede world cup-sejr, lige som han vandt VM-guld på normal bakke.
Derpå fulgte igen nogle resultatmæssigt magre år, inden han igen viste sig fra sin bedste side ved vinter-OL 2010 i Vancouver. Her var han sammen med Ammann, der også havde haft en række sløje år, men i sæsonen 2009-2010 havde vist sig fra sin bedste side, og finnen Janne Ahonen de største favoritter. På normal bakke lagde Ammann sig i spidsen efter første hop, mens Małysz og Ahonen lå henholdsvis nummer tre og fem, og begge disse forbedrede sig i andet hop, mens østrigske Gregor Schlierenzauer rykkede frem, men Ammann satte i sit sidste hop ny bakkerekord og sikrede sig dermed sejren med 276,5 point foran Małysz med 269,5 point, mens Schlierenzauer fik bronze med 268,0 point. Interessant nok endte konkurrencen på stor bakke med præcis samme medaljefordeling: Ammann fik guld med 283,6 point, Małysz sølv med 269,4 point og Schlierenzauer bronze med 262,2 point. Her var han med til at sikre Polen en sjetteplads i holdkonkurrencen.
Małysz vandt sin sidste VM-medalje i 2011, da han fik bronze på normal bakke, og han indstillede sin karriere ved sæsonens slutning.
Efter afslutningen af sin skihopkarriere gik Małysz ind i rallysporten, og han kørte blandt andet Dakar Rally flere gange. Han er også gået ind i den organisatoriske del af skisporten og blev således præsident for det polske skiforbund i 2022.